# Limburg allein
"Limburg allein" is een lied van de Nederlandse zanger Jo Erens. Het liedje is in het Limburgs (Sittards) dialect opgenomen. Hoewel het lied in 1954 onder de titel "Limburg allein" verscheen, wordt in Sittard en omstreken de versie "Zitterd allein" ook gevonden.

## Culturele impact
In het lied bezingt Erens de schoonheid en de emotionele verbondenheid met de stad Sittard, en de provincie Limburg. In het refrein benadrukt de zanger dat er voor hem geen mooiere plek bestaat dan zijn geboortegrond.
Een fragment van het refrein luidt:

Dat is mie Limburg, Limburg allein,

sjooner plaetsjke vèndj geer neet ein.

Dao bèn ich gebaore, dao wil ich ouch sjoen sterve,

want dao bèn ich thoes.

Dit sentimentele karakter zorgde ervoor dat "Limburg allein" uitgroeide tot een van de bekendste Limburgstalige liederen. Vooral de versie "Zitterd allein" heeft zich in de tijdgeest van Sittard weten te plaatsen. Het wordt veelvuldig uitgevoerd door de supporters van Fortuna Sittard, er zijn zelfs podcasts over de voetbalclub met het nummer.

## Releases
- Eerste uitgave: als Limburg allein op de single Limburg mie lanjd / Limburg allein (1954), uitgave door Omega.[2]
- Heruitgave: als Zitterd allein op de 7" vinylsingle Zitterd allein / D'n tore (1981), uitgave door Dureco Benelux.[3]